# Boucle OODA
La boucle OODA (OODA loop) ou cycle de Boyd est un concept inventé par le pilote de chasse John Boyd de l'United States Air Force en 1960 pour conceptualiser sa facilité à battre tous ses élèves lors de simulations de combats aériens, en itérant rapidement quatre processus : « Observe, Orient, Decide and Act » (« observer, s'orienter, décider et agir »). À l'usage, ce concept s'est révélé applicable dans bien d'autres situations.
John Boyd a développé ce concept permettant de formaliser le cycle des décisions face à un pilote ennemi. Les bonnes décisions, étant ici celles qui déroutent l'adversaire, donnent l'initiative et bloquent ou désamorcent les attaques adverses.
L'outil permet de savoir quand une décision a été prise et d'éviter de rester immobile. Il permet de déterminer quel est le camp le plus rapide. Il permet donc de savoir qui est en train de gagner. L'objectif est aussi de pouvoir réévaluer très vite ses décisions à l'aide du test de la réalité. Il est admis que toute observation, orientation, décision et action est imparfaite. Il faut donc reprendre le cycle.

## Les quatre phases de la boucle
- Observer : Sous ce terme sont réunies des circonstances en développement de l'action en cours, des informations extérieures et les influences du terrain sur l'action.
- S'orienter : Tout l'héritage de celui ou ceux qui décident joue à fond ici. Cet héritage est génétique, culturel, intègre les analyses et les informations antérieures ainsi que les expériences déjà vécues. Si plusieurs personnes doivent décider, elles n'auront pas les mêmes bases. Le blocage en devient quasiment naturel. Le filtrage sur les observations interdit une modélisation partagée de la situation. La décision en devient impossible. Le travail de décision peut rester bloqué à ce niveau ; c'est le piège OO-OO-OO[1].
- Décider : La décision est considérée comme une hypothèse. Ce n'est pas un rapport absolu et direct avec la réalité et un calcul déterministe de l'évolution de l'action avant de l'entreprendre. Cette hypothèse est qu'une action est meilleure que les autres possibilités, que cette action va donner de bons résultats et que cette action est complètement réalisable.
- Agir : Il faut tester l'hypothèse faite précédemment. Mise en route, la décision s'écarte de son modèle. C'est le test de la réalité. Ce qui va se passer va ramener celui qui décide à la lettre O, pour observer.

## Discussion du modèle
Sortir du piège OO-OO-OO est le premier avantage de la boucle de Boyd. Tant qu'une hypothèse d'action n'est pas formulée, l'immobilisme est garanti. C'est une façon de perdre qui peut être encouragée chez un adversaire s'il ne comprend plus les actions de celui qui est en face. Des feintes et des ruses permettent aussi de détruire l'image que l'ennemi pourrait se faire de la situation. 
Une autre forme d'encouragement à la défaite est d'avoir soi-même une image correcte du comportement et de l'action de l'autre. Cette image permet de savoir où et comment frapper, même avec des forces inférieures en nombre. Un autre avantage de la boucle OODA est qu'elle accepte le chaos de l'action.
John Boyd, l'inventeur de cette boucle de décision, admet dans le texte Destruction & Creation que tout modèle logique de la réalité est incomplet, voire inconsistant, et doit donc être sans cesse raffiné ou adapté à chaque nouvelle observation. Il admet aussi que notre capacité à observer correctement la réalité est limitée. Finalement, il pose que tout système change continuellement. Tout cela implique que pour rester effectivement en contact avec la réalité, il faut sans cesse interagir avec elle. Sa boucle doit donc être parcourue aussi souvent que possible en activité.
Cette boucle est à rapprocher de la roue de Deming définie en gestion de la qualité[réf. nécessaire].

## Applications
Ce concept est fréquemment utilisé en ce qui concerne l'usage et la planification des opérations impliquant des unités de type « forces spéciales » (bien que la typologie exacte des dites-opérations varie d'un pays à l'autre). 

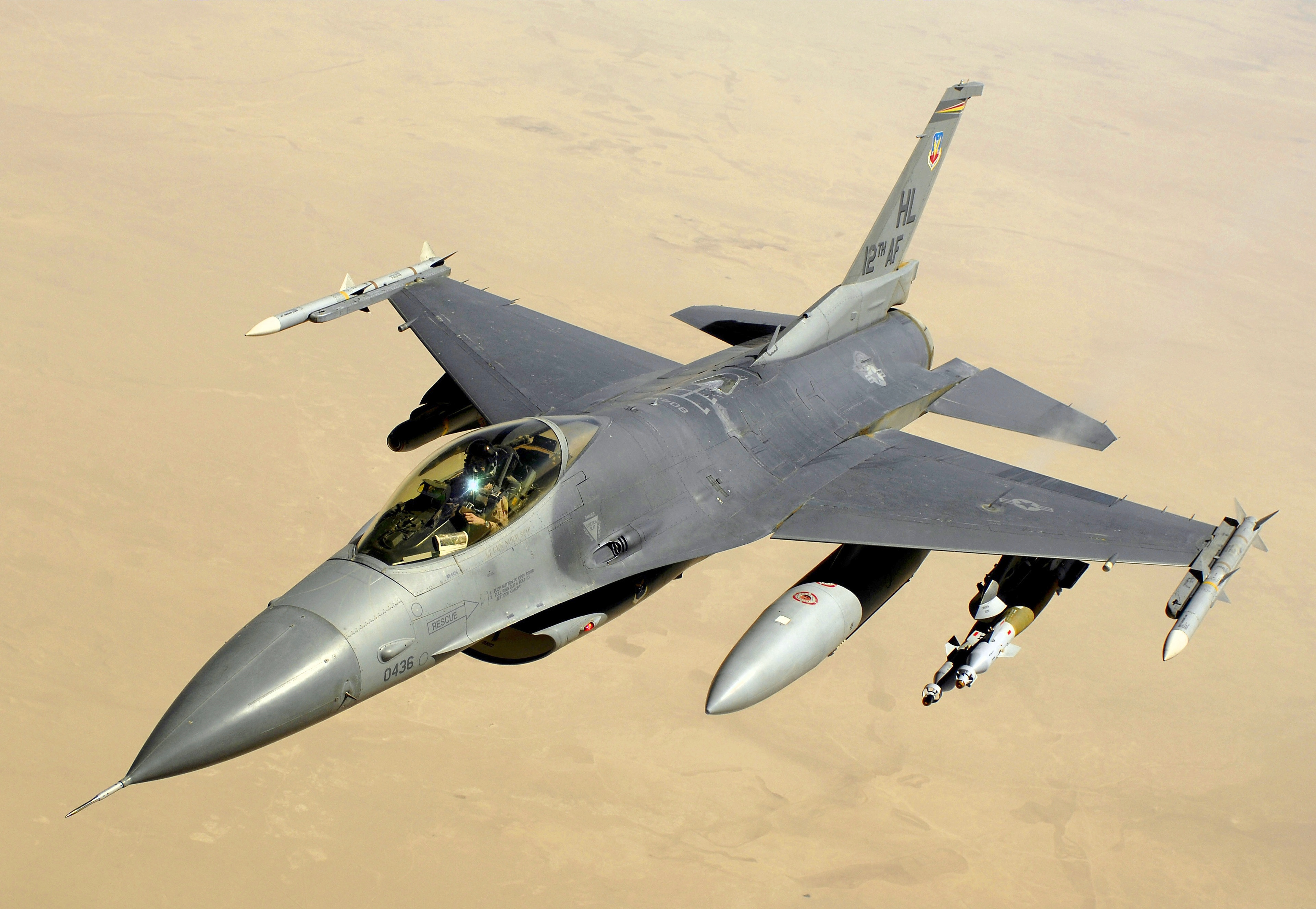
F-16

Le Lockheed F-16 est issu du concept OODA.